# Longchaumois
 Longchaumois  es una comuna y población de Francia, en la región de Franco Condado, departamento de Jura, en el distrito de Saint-Claude y cantón de Morez.
Su población en el censo de 1999 era de 1.092 habitantes.
Está integrada en la Communauté de communes du Haut Jura .

## Demografía
| 709 | 741 | 671 | 741 | 945 | 1092 |
| Para los censos de 1962 a 1999 la población legal corresponde a la población sin duplicidades (Fuente: INSEE [Consultar]) |     |     |     |     |      |

- Datos: Q634426
- Multimedia: Longchaumois / Q634426

1. ↑  Worldpostalcodes.org, código postal n.º 39400.
2. ↑  INSEE, Datos de población para el año 2012 de Longchaumois (en francés).